# Nuclear Regulatory Commission
Die Nuclear Regulatory Commission (NRC) ist eine US-amerikanische Behörde, die 1974 durch den Energy Reorganization Act aus der Atomic Energy Commission entstanden ist und am 19. Januar 1975 gegründet wurde.
Die Kommission ist zuständig für die Sicherheit von Kernkraftwerken, die Genehmigung und Verlängerung von Betriebslizenzen kerntechnischer Anlagen, die Lizenzierung und Sicherheit von nuklearen Materialien und das Management von radioaktiven Abfällen (Lagerung, Recycling und Entsorgung).
Im August 2012 erklärte die NRC, dass sie alle laufenden Neuanträge und Genehmigungsverfahren für Erweiterungen und Umbauten an bestehenden Anlagen aussetzen werde, weil das U.S. Court of Appeals for the District of Columbia Circuit die Anordnung der NRC zur Entsorgung radioaktiver Abfälle und zur Zwischenlagerung von 2010 als im Widerspruch zum National Environmental Policy Act (NEPA) erkannt und die Anordnung aufgehoben hat. Nach einem zweijährigen Prüfprozess und der Herausgabe einer neuen Anordnung zur Zwischenlagerung verbrauchten Kernbrennstoffs an den Kraftwerksstandorten, hat die NRC mit Beschluss vom 26. August 2014 die Aussetzung der Genehmigungsverfahren wieder aufgehoben.

## Aufgaben
Die Aufgaben sind die Regulierung der zivilen Nutzung von nuklearen Materialien, die Sicherstellung eines angemessenen Schutzes der öffentlichen Sicherheit und Gesundheit, die Unterstützung der nationalen Sicherheit und Verteidigung, sowie der Schutz der Umwelt in den Vereinigten Staaten.
Der Aufgabenbereich umfasst die drei Hauptgebiete:
ReaktorenKommerzielle Kernkraftwerke zur Erzeugung elektrischen Stroms sowie Forschungs- und Testreaktoren zur Forschung, Erprobung und Ausbildung
MaterialienVerwendung von nuklearen Materialien in medizinischen, industriellen und wissenschaftlichen Einrichtungen sowie Anlagen, die Kernbrennstoff produzieren
AbfallTransport, Lagerung und Entsorgung von nuklearen Materialien und radioaktivem Abfall sowie die Stilllegung kerntechnischer Anlagen
Fünf Kommissionsmitglieder leiten die Behörde, die für eine jeweils fünfjährige Amtszeit durch den Präsidenten der Vereinigten Staaten ernannt und durch den Senat der Vereinigten Staaten bestätigt werden. Ein Kommissionsmitglied wird durch den Präsidenten zum Vorsitzenden ernannt und tritt als offizieller Sprecher der Kommission auf. Der derzeitige Vorsitzende ist Christopher T. Hanson. Er wurde als Kommissionsmitglied am 8. Juni 2020 eingeschworen, seine Amtszeit läuft bis zum 30. Juni 2024. Er wurde mit Wirkung vom 20. Januar 2021 durch Präsident Joe Biden zum Vorsitzenden der Kommission ernannt.

## Geschichte

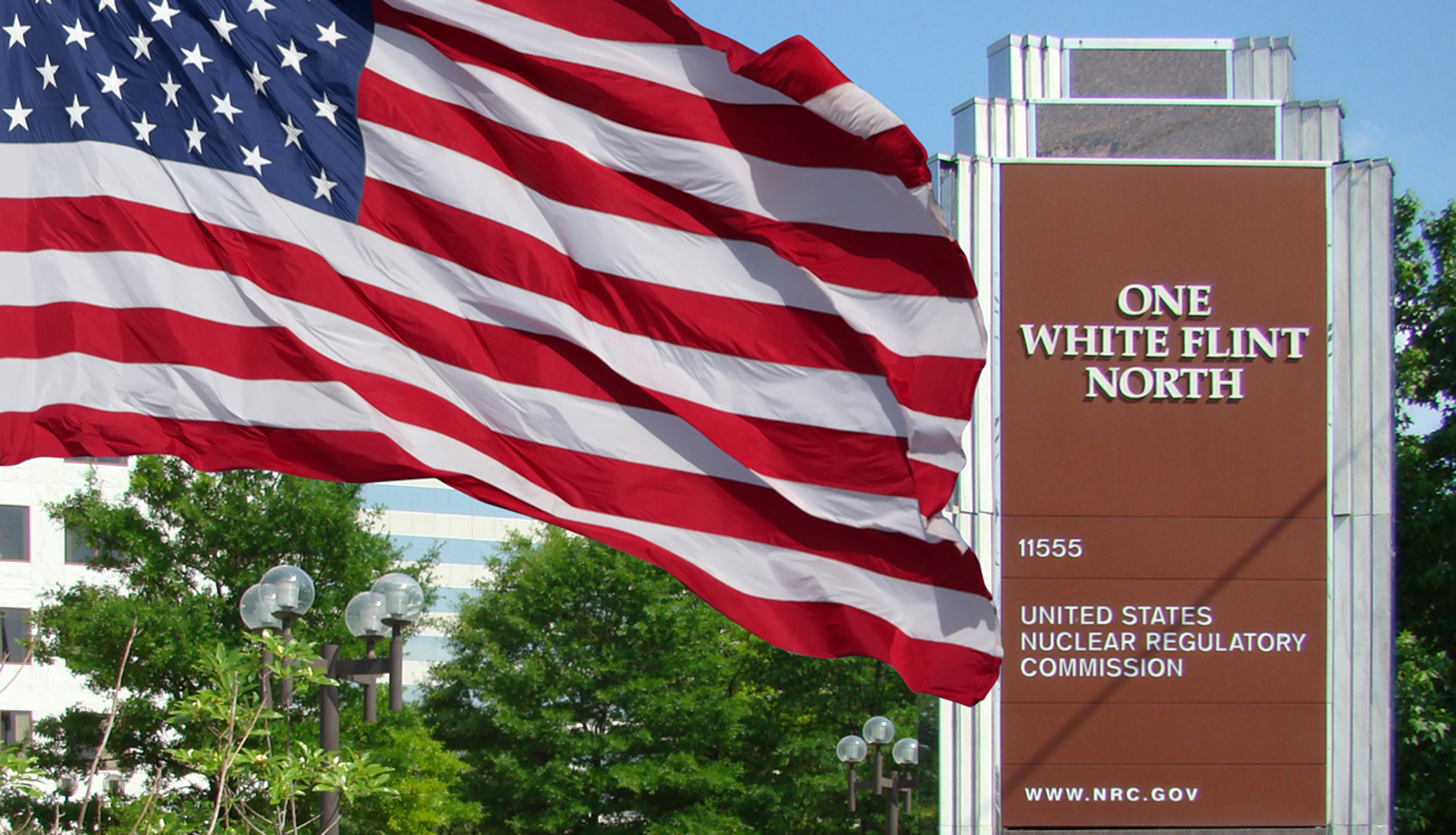
Eingang zum Hauptquartier der NRC

Die Nuclear Regulatory Commission war bis 1975 Teil der Atomic Energy Commission. Als die Atomic Energy Commission zur Energy Research and Development Administration (ERDA) umgewandelt wurde, wurde die NRC als unabhängige Kommission gebildet, um die Aufsichtsrolle in Kernenergie-Fragen, Nuklearmedizin und Strahlenschutz zu übernehmen.
Die Entwicklung und Überwachung nuklearer Waffen wurde an die National Nuclear Security Administration, einen Teil der ERDA, übertragen. Die Forschung und Förderung der zivilen Nutzung von radioaktiven Materialien, beispielsweise zur Werkstoffprüfung, Nuklearmedizin und Kernenergie, wurde durch das Office of Nuclear Energy, Science & Technology innerhalb der ERDA (nach 1977 United States Department of Energy, DoE) übernommen.

## Regionen

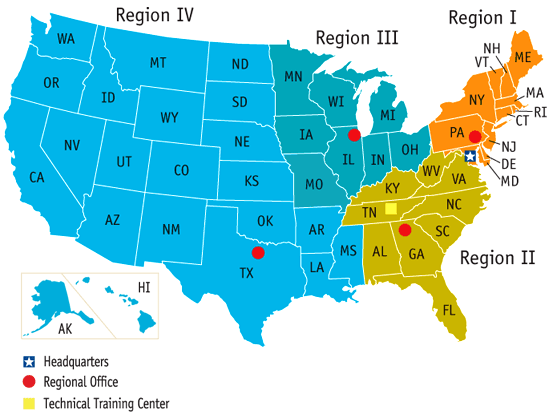
Karte der vier Regionen der NRC

Der Sitz ist in Rockville (Maryland). Zunächst überwachte die NRC fünf Regionen; in den späten 1990er Jahren wurde der Sitz der Region V in Walnut Creek aufgelöst und die Region VI und V vereinigt. Die derzeitigen vier Regionen sind:
- Region I mit Sitz in King of Prussia, Pennsylvania umfasst die nordöstlichen Staaten.
- Region II mit Sitz in Atlanta, Georgia umfasst die südöstlichen Staaten.
- Region III mit Sitz in Lisle, Illinois umfasst die nördlichen Teil des Mittleren Westens.
- Region IV mit Sitz in Arlington, Texas umfasst die südlichen Teil des Mittleren Westens sowie die westlichen Staaten.

Innerhalb dieser vier Regionen werden 104 kommerzielle Reaktoren in Kernkraftwerken und 36 Forschungsreaktoren überwacht. Die Aufsicht findet auf verschiedenen Ebenen statt, zum Beispiel folgende:
- Jedes Kernkraftwerk besitzt Inspektoren vor Ort, die den täglichen Betrieb beobachten.
- Eine Reihe von Inspektionsteams mit unterschiedlichen Schwerpunkten führen Routineinspektionen an jedem Standort durch.
- Berichte von Whistleblowern werden durch Spezialteams untersucht.

## Ausbildung und Akkreditierung

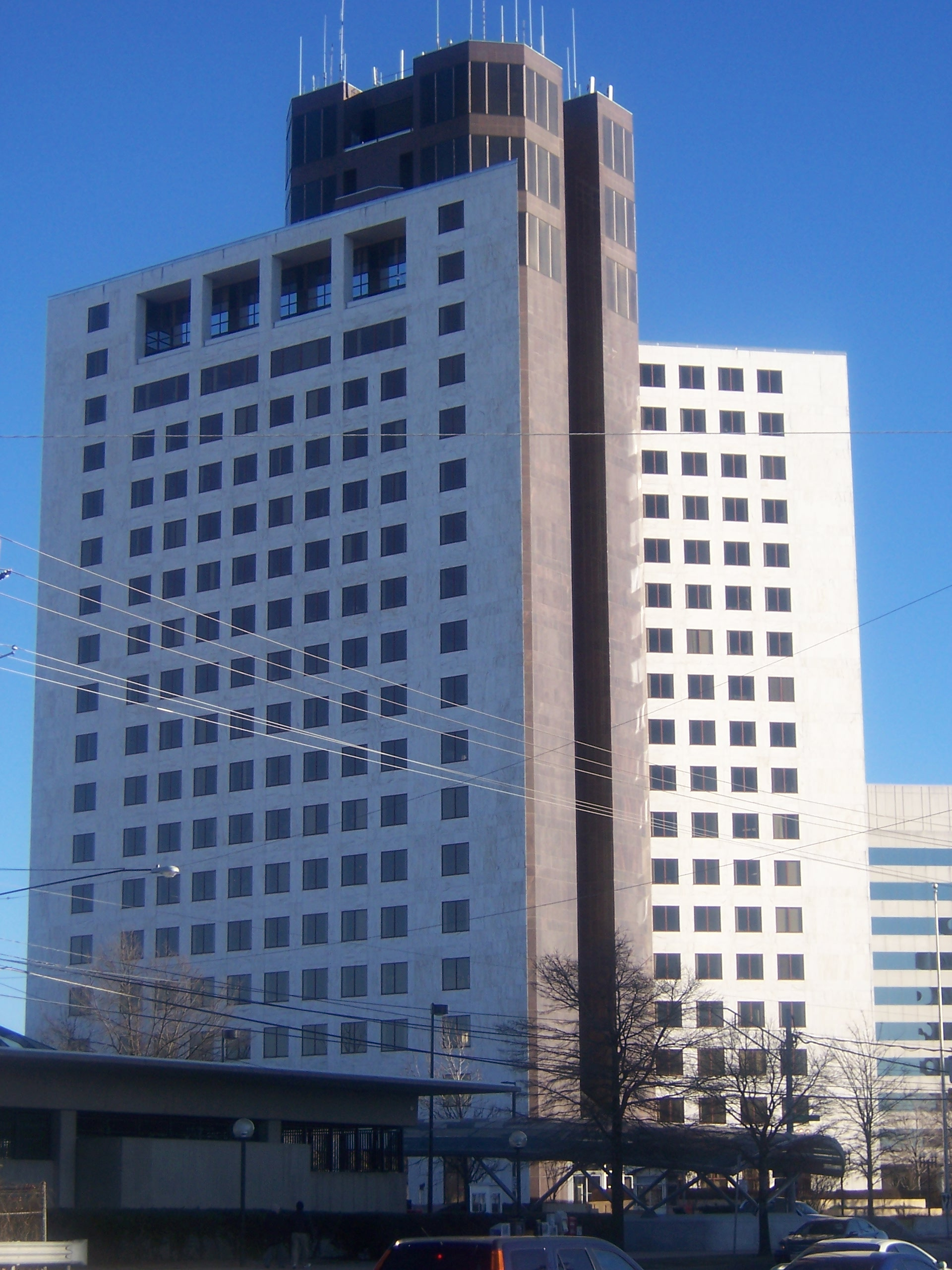
Hauptquartier der NRC

Durch die Training Rule aus dem Jahr 1993 erkennt die Nuclear Regulatory Commission die Ausbildung und Akkreditierung von Mitarbeitern durch die Industrie an.
Die NRC verfolgt die Akkreditierungstreffen des National Nuclear Accrediting Boards und führt Prüfungen und Inspektionen der Ausbildung durch. Weiterhin nominiert die NRC einen Teil der Mitglieder des National Nuclear Accrediting Boards. Das National Nuclear Accrediting Board ist keine staatliche Organisation, sondern der 1985 gegründeten National Academy for Nuclear Training zugeordnet, die die Integration und Standardisierung der Ausbildungsleistungen des Institute of Nuclear Power Operations (INPO) und aller US-amerikanischen Kernkraftwerke vornimmt.

## Bedrohung durch Terrorismus
Terroristische Angriffe, wie in New York am 11. September 2001 und in London am 7. Juli 2005 haben Befürchtungen verstärkt, dass extremistische Gruppen in zukünftigen Angriffen radioaktive schmutzige Bomben in den Vereinigten Staaten und anderen Orten einsetzen könnten.
Im März 2007 gründeten verdeckte Ermittler des Government Accountability Office (GAO) eine Scheinfirma und erhielten eine Lizenz von der Nuclear Regulatory Commission, die ihnen erlaubt hätte, radioaktive Materialien zu kaufen, die in einer schmutzigen Bombe verwendet werden könnten. Nach dem Untersuchungsbericht des GAO wurde die Firma durch die Sachbearbeiter des NRC die Firma weder besucht, noch wurden Versuche unternommen, die Firmenleitung zu interviewen. Stattdessen wurde die Lizenz nach 28 Tagen an ein Postfach in West Virginia verschickt. Nach dem Erhalt der Lizenz hätten die Ermittler des GAO einschränkende Klauseln leicht modifizieren und die Begrenzung der maximal erwerbbaren Menge an radioaktivem Material aufheben können. Ein Sprecher der NRC sagte, dass die Agentur solche radioaktive Waffen nur als „geringfügige Bedrohung“ ansehe. Obwohl eine Bombe, die mit dem Material gebaut worden wäre, ein Gebiet etwa der Größe eines Häuserblocks verstrahlt hätte, wäre von ihr dennoch keine unmittelbare Bedrohung für die Gesundheit der Bevölkerung ausgegangen.